# Formica vinculans
Formica vinculans es una especie de hormiga del género Formica, familia Formicidae. Fue descrita científicamente por Wheeler en 1913.
Se distribuye por los Estados Unidos.

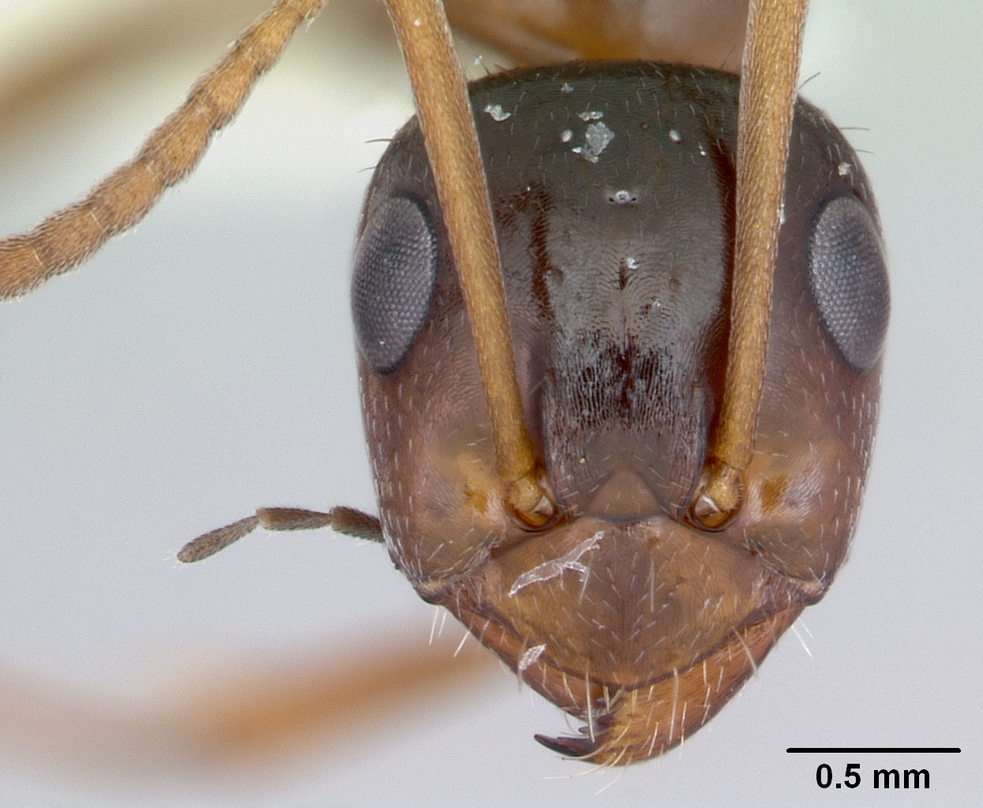
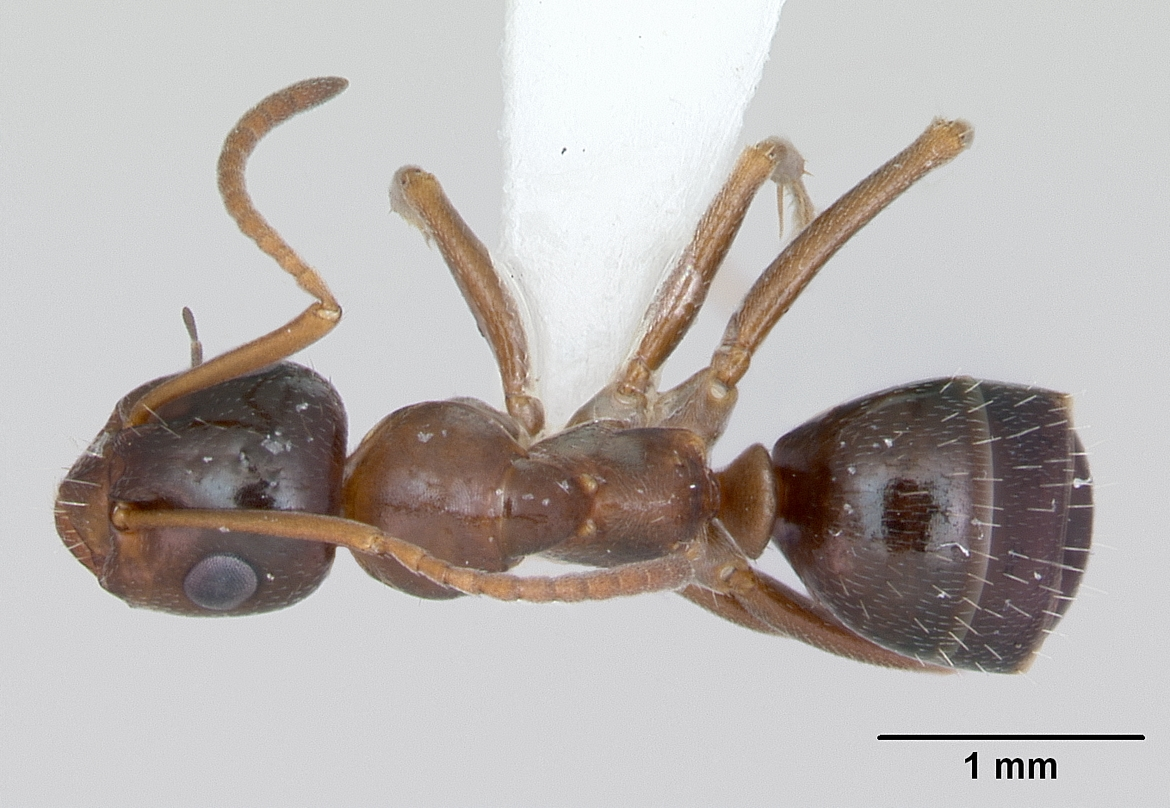
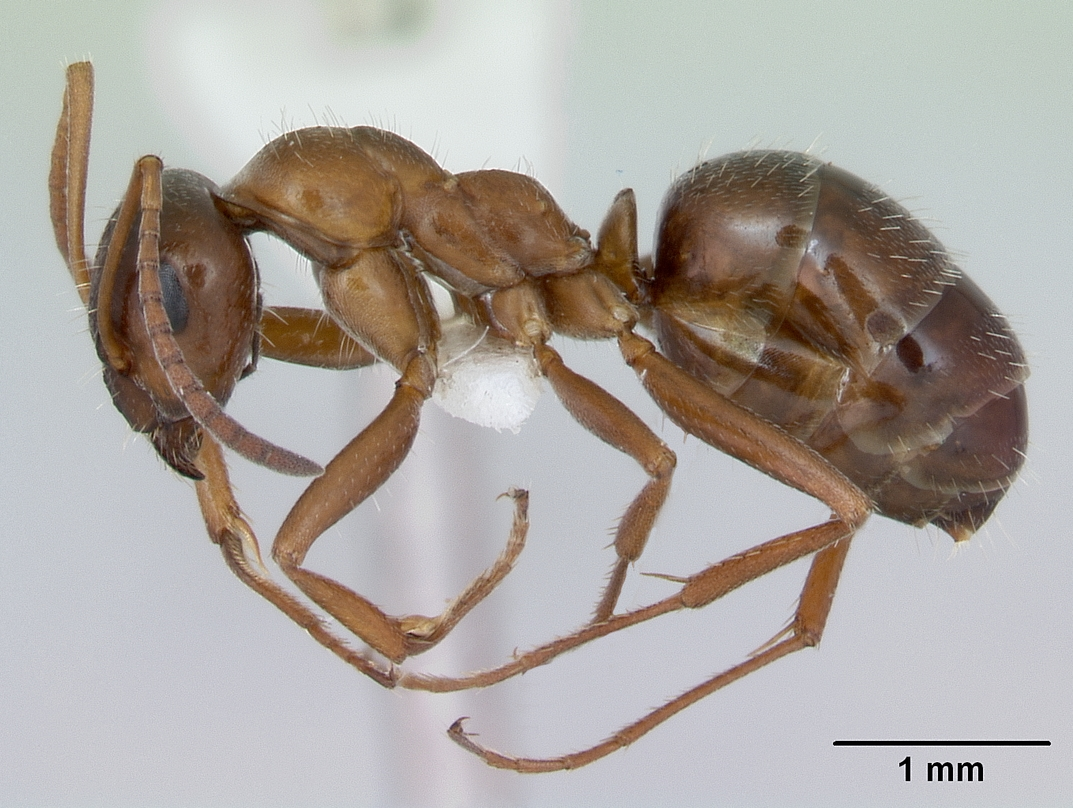